# Giampaolo Rugarli
Giampaolo Rugarli (Nápoles, 5 de dezembro de 1932 - Olevano Romano, 2 de dezembro de 2014) foi um escritor e jornalista italiano.

## Biografia
Nasceu em Nápoles em 5 de dezembro de 1932, seu pai, Mirco Rugarli, era um emiliano-romanholo e sua mãe, Rubina de Marco, uma lugana que se mudou com sua família no início da Segunda Guerra Mundial para Milão. Graduado em direito, em 1955 passa a trabalhar em um grande banco do norte italiano, sendo transferido para Roma em 1967, e então se tornando Diretor da sucursal romana do Instituto Cariplo em 1972.
Retornando a Milão (após um curto período em Brescia e Londres), é colocado à frente da Esattoria Civica(equivalente a receita federal no Brasil). A permanência no cargo termina quando detecta irregularidades graves que denuncia às Autoridade competentes. Depois de um período de punição em uma espécie de reclusão administrativa, foi nomeado chefe do Departamento de Pesquisa. Nesta qualidade fundou com a Editora Laterza a Revista Milanese de Economia, que recebe contribuições de Claudio Magris, Pietro Citati, Claudio Cesa, Mario Monti e outros importantes intelectuais e economistas.
No final de 1985, com 31 anos de serviço, por se multiplicarem os episódios de censura e intolerância por parte da administração, deixa o cargo. A partir desse ano dedicou-se exclusivamente à atividade de escritor (que exerceu em privado nas décadas anteriores), publicando mais de 20 obras, traduzidas para várias línguas.
Com o romance Superlativo assoluto ele ganhou o Prêmio Bagutta de 1988. Em 2016, em sua memória foi criado o prêmio Rugarli.

## Obras
- Il superlativo assoluto, Garzanti 1987
- La troga, Adelphi 1988
- Il punto di vista del mostro, Arnoldo Mondadori Editore 1989
- Diario di un uomo a disagio, Arnoldo Mondadori Editore 1990
- Il nido di ghiaccio, Arnoldo Mondadori Editore 1989
- L'orrore che mi hai dato, Marsilio 1990
- Andromeda e la notte, Rizzoli 1990
- Una montagna australiana, Arnoldo Mondadori Editore 1992
- Per i Pesci non è un problema, Anabasi 1992
- Avventura di una bambola di pezza, Giunti Editore 1994
- L'infinito, forse, Piemme 1995
- Il manuale del romanziere, Marsilio 1998
- Una gardenia nei capelli, Marsilio 1998
- Hortus mirabilis: i giardini incantati, con Lanfranco Radi, Pieraldo 1999
- Il punto di vista del mostro, Marsilio 2000
- Ultime notizie dall'Acheronte. Immortalità dell'anima e tubo catodico, Marsilio 2000
- La viaggiatrice del tram numero 4, Marsilio 2001
- Olevano, la patria romantica. Una testimonianza, Marsilio 2003
- La luna di Malcontenta, Marsilio 2004
- I giardini incantati, Marsilio 2005
- Il buio di notte, Marsilio 2008
- Le galassie lontane, Marsilio 2010
- Un bacio e l'oblio, Marsilio 2011
- Il battello smarrito, Marsilio 2012
- Manuale di solitudine, Marsilio 2015

## Prêmios
- 1989 - Premio Bergamo per il romanzo La troga;[4]
- 1989 - Premio Selezione Campiello per Il nido di ghiaccio[[5]
- 1990- Premio Capri per la letteratura per Andromeda e la notte[[6]
- 1991 - Premio LucaniaOro per la Cultura, Amministrazione Comunale di Pomarico
- 1992 - Premio letterario Piero Chiara per Il punto di vista del mostro[7]
- 1998 - Premio Domenico Rea per Una gardenia nei capelli[8]
- 2000 - Premio speciale Giardini botanici Hambury per Hortus mirabilis[9]
- 2006 - Premio Mondello per I giardini incantati.